# Метафаза
Метафаза
Метафа́за — фаза митотического деления эукариотических клеток, начало которой знаменует выход хромосом в экваториальную плоскость клетки.

## Описание
|  |

В ходе метафазы, как и при других фазах митоза, продолжается постоянное обновление микротрубочек из-за присоединения и отсоединения тубулиновых димеров. Во время метафазы хромосомы расположены таким образом, что их кинетохоры обращены к противоположным полюсам. Такое расположение хромосом называется метафазной пластинкой. У позвоночных в клетках хромосомы метафазной пластинки мягко колеблются в ожидании сигнала к расхождению сестринских хроматид. В метафазе количество межполюсных микротрубочек достигает максимального значения. При взгляде со стороны полюса метафазной клетки хромосомы располагаются так, что их центромеры обращены к центру веретена деления, а плечи — к периферии. Такое расположение хромосом наблюдается в клетках животных и носит название «материнской звезды». У растений в метафазе хромосомы располагаются в экваториальной плоскости веретена беспорядочно.
В конце метафазы завершается обособление сестринских хроматид друг от друга: их плечи располагаются параллельно друг другу, и между ними хорошо видна разделяющая щель. Дольше всего контакт между сестринскими хроматидами сохраняется в области центромеры. Связь хроматид через центромеры сохраняется вплоть до самого конца метафазы.
Продолжительность метафазы варьирует у клеток разных типов, однако обычно клетки проводят половину митоза в метафазе в ожидании сигнала от комплекса стимуляции анафазы (APC/C), который индуцирует расхождение сестринских хроматид. Интересно, что сложная последовательность событий в клетке, приводящая к метафазе, носит обратимый характер. Если разрушить веретено деления на стадии прометафазы или метафазы при помощи химических соединений (колцемидом или нокодазолом), низких температур или высокого давления (всё это приводит к разрушению микротрубочек), то хромосомы повторяют процесс конгрессии, как только токсическое воздействие исчезнет. Разрушение веретена деления на стадии метафазы предотвращает продвижение клетки по клеточному циклу, и клетки, по сути, возвращаются в стадию прометафазы. Этот подход часто используется исследователями для получения клеток, «заблокированных в метафазе». Кроме того, дестабилизируя микротрубочки токсинами (например, под действием колхицина и винбластина), можно заставить клетки оставаться в митозе часами или даже днями. С использованием этого подхода была открыта контрольная точка сборки веретена деления, которая блокирует переход от метафазы к анафазе до тех пор, пока все хромосомы не будут правильно расположены в веретене деления. Неправильно прикреплённый к веретену кинетохор испускает сигнал, ингибирующий APC/C. Молекулярные механизмы этого явления ещё не ясны, однако в нём, скорее всего, участвует белок Mad2.